# صادق أباد (باغ بهادران)
صادق أباد هي قرية في مقاطعة لنجان، إيران. عدد سكان هذه القرية هو 266 في سنة 2006.